# Enriquillo
Enriquillo (hiszp. Lago Enriquillo) – słone jezioro w Dominikanie, położone w południowo-zachodniej części kraju. Współrzędne geograficzne: 18°30′N 71°35′W/18,500000 -71,583333. Jezioro położone jest w rowie tektonicznym, który tworzy w tym miejscu depresję. Nad jeziorem wznoszą się pasma górskie: Sierra de Neiba (na północy) i Sierra de Bahoruco (na południu). Brzeg jeziora położony jest 46 m p.p.m. Stanowi on najniżej położony punkt w kraju, a zarazem całej Ameryki Środkowej. Jezioro zajmuje powierzchnię 265 km².